# Psíra
Psíra (grec moderne : Ψείρα) est une île grecque inhabitée abritant un site archéologique minoen, située au nord-est de la Crète et appartenant administrativement au dème de Sitía.

## Géographie
Située à environ 2,5 km des côtes, elle s'étend sur un peu plus de 1 km de large pour une longueur de 2,4 km. 